# Gevensleben
Gevensleben er en kommune i den sydlige del af Landkreis Helmstedt, i den sydøstlige del af den tyske delstat Niedersachsen. Den har en befolkning på omkring 	650 mennesker (2012), og er
en del af amtet (Samtgemeinde) Heeseberg.
Beierstedt ligger syd for Naturpark Elm-Lappwald.
I kommunen ligger ud over Gevensleben, landsbyen Watenstedt.